# Brama dussumieri
 Brama dussumieri és una espècie de peix de la família dels bràmids i de l'ordre dels perciformes.
Els mascles poden assolir els 19 cm de longitud total.
Es troba a l'oest de l'oceà Índic (des de l'Àfrica oriental fins a l'Índia, les Seychelles i Madagascar), a l'est de l'Índic (Indonèsia i Austràlia Occidental), a l'Atlàntic occidental (des de Florida i el nord del Golf de Mèxic fins al Brasil), a l'Atlàntic oriental (des dels 20º de latitud nord fins als 20º de latitud sud) i al Pacífic oriental (des de Guatemala i el Perú fins a Xile).